# Особняк С. К. Морозова
Особня́к С. К. Моро́зова — дом, построенный в 1901 году С. К. Морозовым по проекту архитектора Н. Д. Бутусова. Расположен по адресу Москва, Гороховский переулок, 14. Объект культурного наследия народов России регионального значения, охраняется государством.

## История
Двухэтажный дом был построен в 1901 году состоятельным крестьянином С. К. Морозовым по проекту архитектора Н. Д. Бутусова. На главном фасаде выделяются два больших выступающих окна второго этажа по краям дома. Окна обрамлены колоннами сложного ордера из белого камня, венчающие их большие треугольные фронтоны выступают за границы стены и формируют два аттика.
Под фронтонами, в верхней части наличников окон размещён лепной декор в виде головок девушек, волосы которых сплетаются с растительным узором. Девушки схожи с используемыми в стиле модерн лорелей. На боковом фасаде обращает на себя внимание крыльцо, украшенное выполненным также в стиле модерн узорчатым кованым навесом.
В апреле 1914 года дом был продан купцу Николаю Петровичу Бахрушину, представителю рода купцов и промышленников Бахрушиных. Незадолго до приобретения дома он овдовел, и поселился здесь с младшими детьми и семьёй старшей замужней дочери. На первом этаже располагались 17 комнат квартиры Николая Петровича, шестигранный эркер со двора занимал зимний сад.
В соседнем двухэтажном доме, слева от особняка, находился приёмный кабинет зятя Бахрушина, врача и хозяина санатория «Надеждино» в Фирсановке Николая Фёдоровича Пупышева. Во дворе владения, которое занимало территорию до Гороховской улицы, располагались хозяйственные постройки, включая птичник, гараж, конюшню, сеновал и прачечная. Дальше стояли ведущие в сад с прудом и беседкой ворота.
В советское время часть дома занимала редакция журнала «Международная жизнь».